# Mar de Grises
Mar de Grises (в перекладі з ісп. "Море сірості") - чилійський мелодік авангард-дум/дез-метал гурт, створений у 2000 році в місті Сантьяго. 
В 2013 році гурт припинив своє існування.

## Історія
“Музика Mar de Grises запрошує до одинокої подорожі крізь безкінечний рух наших життів. Почуття страждань, й форма їх вираження, змішуються з різноманітними музичними елементами, для створення інтенсивної звукової картини, де емоції зливаються в єдину, величну атмосферу.”
Граючи на перетині жанрів і використовуючи багато з романтичної поезії своєї країни, Mar de Grises долають відстань й ламають бар'єри, допомагаючи принести Чилі світове визнання на дум і авангард метал сцені.
Учасники гурту познайомилися під час навчання в університеті, й в кінці 2000 утворили гурт. В 2002 році вони записали своє перше демо, яке було достатньо переконливим, щоб отримати контракт від фінського лейбла  Firebox Records. Це досить рідкісний, на той час, випадок для південно-американської рок, чи метал сцени - оскільки група була ще маловідома навіть в себе на батьківщині.
У 2004 на Firebox Records виходить перший повноформатний альбом гурту "The Tatterdemalion Express", що приніс гурту значне визнання. За свою унікальність і витонченість звучання його до сих пір називають одним з найважливіших релізів дум металу за останні роки. До 2005 гурт дає ряд концертів у Європі.
У 2008 гурт знов дивує світ своїм унікальним звучанням, випустивши свій другий повноформатний альбом "Draining the Waterheart", що був дуже гарно сприйнятий мас-медіа. Разом з випуском, гурт взяв участь у своєму другому Європейському турне, виступаючи в більш ніж 10 країнах, на найпрестижніших майданчиках і фестивалях по всій Європі.
В 2009 році виходить EP “First River Regards” - спеціальне перевидання їх демо запису.
В 2010 році гурт змінює свій фінський лейбл Firebox Records, підписавши контракт з великим французьким лейблом Season of Mist. Незабаром з'являється третій студійний альбом “Streams Inwards”, який Metal Storm визнав найкращим альбомом 2010-го року, в жанрі дум-метал.
В 2013 році гурт припиняє своє існування.
07 вересня 2013 року в Сантяго відбувся прощальний виступ гурту.

## Склад

### Постійні учасники
- Germán Toledo — вокал (2012-...)
- Rodrigo M. — гітара
- Sergio Álvarez — гітара
- Alejandro Arce — ударні

### Колишні учасники
- Herumor V. — гітара
- Juan Escobar — вокал (...-2011)
- Rodrigo Gálvez — бас-гітара (2000-2013)
- Marcelo R. — вокал, клавішні (2001-2005)

### Музиканти, що запрошувалися
- Gerardo Hormazábal. — бас-гітара
- Marcelo R. — вокал

## Дискографія

### Демо
- Demo-2002 (2002)

### EP
- First River Regards (2009)

### Альбоми
- The Tatterdemalion Express (2004)
- Draining the Waterheart (2008)
- Streams Inwards (2010)